# Карл фон Ґонтард
Карл Філіп Крістіан фон Ґонтард (нім. Carl Philipp Christian von Gontard; 13 січня 1731 , Мангейм, Священна Римська імперія — 23 вересня 1791, Бреслау, Королівство Пруссія) — німецький архітектор, який працював переважно в Потсдамі, Берліні та Байройті.

## Життєпис
Карл фон Ґонтард отримав посаду придворного архітектора маркграфині Байрейтської Вільгельміни, а після її смерті вступив на службу до її брата Фрідріха Великого. Незважаючи на безліч робіт архітектора, що збереглися, в його кар'єрі трапився і великий провал. У Берліні на Жандарменмаркт під вагою купола впав німецький собор, що зводився ним, і в липні 1781 Ґонтарда змінив Ґеорґ Крістіан Унґер.

## Основні роботи
- башти Французького та Німецького соборів на Жандарменмаркт у Берліні
- проєкт відомих Бранденбурзьких воріт
- Храм дружби, Античний храм у Сан-Сусі та Мармуровий палац у потсдамському Новому саду
- Оранієнбурзька брама в Берліні
- Бранденбурзькі ворота в Потсдамі